# ГОСТ Р 34.11-94
ГОСТ Р 34.11-94 «Информационная технология. Криптографическая защита информации. Функция хэширования» — устаревший российский криптографический стандарт вычисления хеш-функции, основанный на ГОСТ Р 34.10-94. В странах СНГ переиздан и используется как межгосударственный стандарт ГОСТ 34.311-95.
Стандарт определяет алгоритм и процедуру вычисления хеш-функции для последовательности символов. Этот стандарт является обязательным для применения в качестве алгоритма хеширования в государственных организациях РФ и ряде коммерческих организаций.
До 2013 г. ЦБ РФ требовал использовать ГОСТ Р 34.11-94 для электронной подписи предоставляемых ему документов.
С 1 января 2013 года заменён РФ на ГОСТ Р 34.11-2012 «Стрибог», а с 1 июня 2019 года в странах СНГ — на ГОСТ 34.11-2018.
До 1 января 2022 года используется на Украине совместно с ДСТУ 4145-2002 для целей электронной цифровой подписи.

## Вводные обозначения
Для описания алгоритма хеширования будем использовать следующие обозначения:
- {\displaystyle {\mathcal {f}}0{\mathcal {g}}^{j}} — блок длиной j бит, заполненный нулями.
- {\displaystyle {\mathcal {j}}M{\mathcal {j}}} — длина блока M в битах по модулю 2256.
- {\displaystyle {\mathcal {k}}} — слияние (конкатенация) двух блоков в один.
- {\displaystyle +} — сложение двух блоков длиной 256 бит по модулю 2256
- {\displaystyle \oplus } — побитное сложение (XOR) двух блоков одинаковой длины.

Далее будем считать, что младший (нулевой) бит в блоке находится справа, старший — слева.

## Описание
Основой описываемой хеш-функции является шаговая функция хеширования {\displaystyle H_{out}\ =\ f(H_{in},m)}
где {\displaystyle H_{out}}, {\displaystyle H_{in}}, {\displaystyle m} — блоки длины 256 бит.
Входное сообщение {\displaystyle M} разделяется на блоки {\displaystyle m_{n},m_{n-1},m_{n-2},...,m_{1}} по 256 бит.
В случае если размер последнего блока {\displaystyle m_{n}} меньше 256 бит,
то к нему приписываются слева нули для достижения заданной длины блока.
Каждый блок сообщения, начиная с первого, подаётся на шаговую функцию для вычисления промежуточного значения хеш-функции: 

{\displaystyle H_{i+1}=f(H_{i},m_{i})} 

Значение {\displaystyle H_{1}} можно выбрать произвольным.
После вычисления {\displaystyle H_{n+1}} конечное значение хеш-функции получают
следующим образом:
- {\displaystyle H_{n+2}\ =\ f(H_{n+1},\ L)}, где L — Длина сообщения M в битах по модулю {\displaystyle 2^{256}}
- {\displaystyle h\ =\ f(H_{n+2},\ K)}, где K — Контрольная сумма сообщения M: {\displaystyle m_{1}+m_{2}+m_{3}+...+m_{n}}

h — значение хеш-функции сообщения M
Алгоритм:
1. Инициализация:
  1. {\displaystyle h\ :=H_{1}} — Начальное значение хеш-функции. То есть — 256 битовый IV вектор, определяется пользователем.
  2. {\displaystyle \Sigma \ :=\ 0} — Контрольная сумма
  3. {\displaystyle L\ :=\ 0} — Длина сообщения
2. Функция сжатия внутренних итераций: для i = 1 … n — 1 выполняем следующее (пока {\displaystyle |M|>256}):
  1. {\displaystyle h\ :=\ f(h,\ m_{i})} — итерация метода последовательного хеширования
  2. {\displaystyle L\ :=\ L\ +\ 256} — итерация вычисления длины сообщения
  3. {\displaystyle \Sigma \ :=\ \Sigma \ +\ m_{i}} — итерация вычисления контрольной суммы
3. Функция сжатия финальной итерации:
  1. {\displaystyle L\ :=\ L\ +\ {\mathcal {j}}\ m_{n}\ {\mathcal {j}}} — вычисление полной длины сообщения
  2. {\displaystyle m_{n}\ :=\ {\mathcal {f}}0{\mathcal {g}}^{256\ -\ {\mathcal {j}}m_{n}{\mathcal {j}}}{\mathcal {k}}m_{n}} — набивка последнего блока
  3. {\displaystyle \Sigma \ :=\ \Sigma \ +\ m_{n}} — вычисление контрольной суммы сообщения
  4. {\displaystyle h\ :=\ f(h,\ m_{n})}
  5. {\displaystyle h\ :=\ f(h,\ L)} — MD — усиление
  6. {\displaystyle h\ :=\ f(h,\ \Sigma )}
4. Выход. Значением хеш-функции является h,

Замечание: так как длина сообщения участвует в хешировании, то нет необходимости указывать в передаваемом сообщении количество добавленных нулей к блоку {\displaystyle m_{n}}.

## Особенности ГОСТ Р 34.11-94
- При обработке блоков используются преобразования по алгоритму ГОСТ 28147—89;
- Обрабатывается блок длиной 256 бит, и выходное значение тоже имеет длину 256 бит.
- Определяет контрольную сумму, рассчитанную по всем блокам исходного сообщения, которая является частью финального вычисления хеша, что несколько затрудняет коллизионную атаку.
- Применены меры борьбы против поиска коллизий, основанном на неполноте последнего блока.
- Обработка блоков происходит по алгоритму шифрования ГОСТ 28147—89, который содержит преобразования на S-блоках, что существенно осложняет применение метода дифференциального криптоанализа к поиску коллизий.

## Алгоритм вычисления шаговой функции хеширования
Шаговая функция хеширования {\displaystyle f} отображает два блока длиной 256 бит в один блок длиной 256 бит: {\displaystyle H_{out}\ =\ f(H_{in},\ m)} и состоит из трех частей:
- Генерирование ключей {\displaystyle K_{1},\ K_{2},\ K_{3},\ K_{4}}
- Шифрующее преобразование — шифрование {\displaystyle \ H_{in}} с использованием ключей {\displaystyle K_{1},\ K_{2},\ K_{3},\ K_{4}}
- Перемешивающее преобразование результата шифрования

### Генерация ключей
В алгоритме генерации ключей используются:
- Два преобразования блоков длины 256 бит:
  - Преобразование {\displaystyle A(Y)=A(y_{4}\ {\mathcal {k}}\ y_{3}\ {\mathcal {k}}\ y_{2}\ {\mathcal {k}}\ y_{1})=(y_{1}\oplus y_{2})\ {\mathcal {k}}\ y_{4}\ {\mathcal {k}}\ y_{3}\ {\mathcal {k}}\ y_{2}}, где {\displaystyle y_{1},\ y_{2},\ y_{3},\ y_{4}} — подблоки блока Y длины 64 бит.
  - Преобразование {\displaystyle P(Y)=P(y_{32}{\mathcal {k}}y_{31}{\mathcal {k}}\dots {\mathcal {k}}y_{1})=y_{\varphi (32)}{\mathcal {k}}y_{\varphi (31)}{\mathcal {k}}\dots {\mathcal {k}}y_{\varphi (1)}}, где {\displaystyle \varphi (i+1+4(k-1))=8i+k,\ i=0,\dots ,3,\ k=1,\dots ,8}, а {\displaystyle y_{32},\ y_{31},\ \dots ,\ y_{1}} — подблоки блока Y длины 8 бит.
- Три константы:

```
C
2
 = 0
C
3
 = 0xff00ffff000000ffff0000ff00ffff0000ff00ff00ff00ffff00ff00ff00ff00
C
4
 = 0
```

Алгоритм:
1. {\displaystyle U\ :=\ H_{in},\quad V\ :=\ m,\quad W\ :=\ U\ \oplus \ V,\quad K_{1}\ =\ P(W)}
2. Для j = 2,3,4 выполняем следующее:
{\displaystyle U:=A(U)\oplus C_{j},\quad V:=A(A(V)),\quad W:=U\oplus V,\quad K_{j}=P(W)}

### Шифрующее преобразование
После генерирования ключей происходит шифрование {\displaystyle H_{in}} по ГОСТ 28147—89 в режиме простой замены на ключах {\displaystyle K_{i}} (для {\displaystyle i:=1,2,3,4}),
процедуру шифрования обозначим через E (Примечание: функция шифрования E по ГОСТ 28147 шифрует 64 битные данные 256 битным ключом). Для шифрования {\displaystyle H_{in}} разделяют на четыре блока по 64 бита:
{\displaystyle H_{in}=h_{4}{\mathcal {k}}h_{3}{\mathcal {k}}h_{2}{\mathcal {k}}h_{1}} и зашифровывают каждый из блоков:
- {\displaystyle s_{1}=E(h_{1},K_{1})}
- {\displaystyle s_{2}=E(h_{2},K_{2})}
- {\displaystyle s_{3}=E(h_{3},K_{3})}
- {\displaystyle s_{4}=E(h_{4},K_{4})}

После чего блоки собирают в 256 битный блок: {\displaystyle S=s_{4}{\mathcal {k}}s_{3}{\mathcal {k}}s_{2}{\mathcal {k}}s_{1}}

### Перемешивающее преобразование
На последнем этапе происходит перемешивание {\displaystyle H_{in}}, S и m с применением регистра сдвига, в результате чего получают {\displaystyle H_{out}}.
Для описания процесса преобразования сначала необходимо определить функцию ψ, которая производит элементарное преобразование
блока длиной 256 бит в блок той же длины: {\displaystyle \psi (Y)=\psi (y_{16}{\mathcal {k}}y_{15}{\mathcal {k}}...{\mathcal {k}}y_{2}{\mathcal {k}}y_{1})=(y_{1}\oplus y_{2}\oplus y_{3}\oplus y_{4}\oplus y_{13}\oplus y_{16}){\mathcal {k}}y_{16}{\mathcal {k}}y_{15}{\mathcal {k}}...{\mathcal {k}}y_{3}{\mathcal {k}}y_{2}}, где {\displaystyle y_{16},y_{15},...,y_{2},y_{1}} — подблоки блока Y длины 16 бит.
Перемешивающее преобразование имеет вид {\displaystyle H_{out}={\psi }^{61}(H_{in}\oplus \psi (m\oplus {\psi }^{12}(S)))}, где {\displaystyle {\psi }^{i}} означает суперпозицию {\displaystyle \psi \circ \psi \circ \cdots \circ \psi } длины i. Другими словами, преобразование {\displaystyle \psi } представляет собой регистр сдвига с линейной обратной связью, а индекс i указывает на количество его раундов.

## Узлы замены (S-блоки)
Параметром используемого в качестве шифрующего преобразования {\displaystyle E(h,K)} алгоритма ГОСТ 28147-89 является таблица из восьми узлов замены (S-блоков).
ГОСТ Р 34.11-94 не фиксирует значения S-блоков и стартового вектора H1, что породило несовместимые реализации хеш-функции.
Широкое распространение получили два набора параметров, полагающие стартовый вектор равным нулю:
```
H
1
=0x00000000 00000000 00000000 00000000 00000000 00000000 00000000 00000000,
```

но имеющие значения S-блоков, указанные ниже.

### Узлы замены, определённые документомRFC 4357

##### Идентификатор: id-GostR3411-94-TestParamSet
OID: 1.2.643.2.2.30.0
| Номер S-блока | Значение | Значение | Значение | Значение | Значение | Значение | Значение | Значение | Значение | Значение | Значение | Значение | Значение | Значение | Значение | Значение |
| Номер S-блока | 0        | 1        | 2        | 3        | 4        | 5        | 6        | 7        | 8        | 9        | A        | B        | C        | D        | E        | F        |
| ------------- | -------- | -------- | -------- | -------- | -------- | -------- | -------- | -------- | -------- | -------- | -------- | -------- | -------- | -------- | -------- | -------- |
| 1             | 4        | A        | 9        | 2        | D        | 8        | 0        | E        | 6        | B        | 1        | C        | 7        | F        | 5        | 3        |
| 2             | E        | B        | 4        | C        | 6        | D        | F        | A        | 2        | 3        | 8        | 1        | 0        | 7        | 5        | 9        |
| 3             | 5        | 8        | 1        | D        | A        | 3        | 4        | 2        | E        | F        | C        | 7        | 6        | 0        | 9        | B        |
| 4             | 7        | D        | A        | 1        | 0        | 8        | 9        | F        | E        | 4        | 6        | C        | B        | 2        | 5        | 3        |
| 5             | 6        | C        | 7        | 1        | 5        | F        | D        | 8        | 4        | A        | 9        | E        | 0        | 3        | B        | 2        |
| 6             | 4        | B        | A        | 0        | 7        | 2        | 1        | D        | 3        | 6        | 8        | 5        | 9        | C        | F        | E        |
| 7             | D        | B        | 4        | 1        | 3        | F        | 5        | 9        | 0        | A        | E        | 7        | 6        | 8        | 2        | C        |
| 8             | 1        | F        | D        | 0        | 5        | 7        | A        | 4        | 9        | 2        | 3        | E        | 6        | B        | 8        | C        |

Эти узлы замены определены в «приложении А» стандарта ГОСТ Р 34.11-94 для целей тестирования, с рекомендацией использовать их только в проверочных примерах. Тем не менее, они получили большое распространение. Например, они описаны в RFC 5831 и их использует в своих приложениях ЦБ РФ.

##### Идентификатор: id-GostR3411-94-CryptoProParamSet
OID: 1.2.643.2.2.30.1
| Номер S-блока | Значение | Значение | Значение | Значение | Значение | Значение | Значение | Значение | Значение | Значение | Значение | Значение | Значение | Значение | Значение | Значение |
| Номер S-блока | 0        | 1        | 2        | 3        | 4        | 5        | 6        | 7        | 8        | 9        | A        | B        | C        | D        | E        | F        |
| ------------- | -------- | -------- | -------- | -------- | -------- | -------- | -------- | -------- | -------- | -------- | -------- | -------- | -------- | -------- | -------- | -------- |
| 1             | A        | 4        | 5        | 6        | 8        | 1        | 3        | 7        | D        | C        | E        | 0        | 9        | 2        | B        | F        |
| 2             | 5        | F        | 4        | 0        | 2        | D        | B        | 9        | 1        | 7        | 6        | 3        | C        | E        | A        | 8        |
| 3             | 7        | F        | C        | E        | 9        | 4        | 1        | 0        | 3        | B        | 5        | 2        | 6        | A        | 8        | D        |
| 4             | 4        | A        | 7        | C        | 0        | F        | 2        | 8        | E        | 1        | 6        | 5        | D        | B        | 9        | 3        |
| 5             | 7        | 6        | 4        | B        | 9        | C        | 2        | A        | 1        | 8        | 0        | E        | F        | D        | 3        | 5        |
| 6             | 7        | 6        | 2        | 4        | D        | 9        | F        | 0        | A        | 1        | 5        | B        | 8        | E        | C        | 3        |
| 7             | D        | E        | 4        | 1        | 7        | 0        | 5        | A        | 3        | C        | 8        | F        | 6        | 2        | 9        | B        |
| 8             | 1        | 3        | A        | 9        | 5        | B        | 4        | F        | 8        | 6        | 7        | E        | D        | 0        | 2        | C        |

Российская компания CryptoPro написала собственный «информационный» RFC 4357. Согласно ему реализации ГОСТ Р 34.11-94 должны использовать набор S-блоков, разработанный этой компанией. В известной открытой библиотеке OpenSSL начиная с версии 1.0.0 в качестве плагина появилась хеш функция ГОСТ Р 34.11-94 именно с этими параметрами. Так же данные узлы замен используются в ПО «Верба-О»

## Формат вывода
Согласно ГОСТ стандарту, результатом хеш-функции является 256-битное число.
Стандарт не указывает, как оно должно выводиться.
Разные реализации используют различные форматы вывода, что вкупе с двумя распространёнными S-блоками усиливает путаницу.
ГОСТ Р 34.11-94 в «приложении А» оперирует с Little-endian числами. Многие реализации (в частности rhash, mhash library, консольная утилита openssl) выводят 32 байта результирующего хеша в шестнадцатеричном представлении, в порядке, в каком они располагаются в памяти — младшие байты первыми. Данное представление оправдывается тем, что оно используется при выводе хеш сумм таких широко распространённых алгоритмов как: MD5, SHA-1, Tiger, Whirlpool и др.
```
GOST("This is message, length=32 bytes") =
 B1C466D37519B82E8319819FF32595E047A28CB6F83EFF1C6916A815A637FFFA
```

В приведённых в стандарте примерах результирующий хеш записывается как шестнадцатеричное представление 256-битного Little-endian числа. Тем самым, получается обратный порядок байт (старшие разряды первыми). Такой же порядок использует, в частности, программа gostsum, поставляющаяся с исходниками библиотеки OpenSSL.
```
H = FAFF37A6 15A81669 1CFF3EF8 B68CA247 E09525F3 9F811983 2EB81975 D366C4B1
```

## Примеры

### Подробный пример из стандарта
Вычислим хеш сообщения «This is message, length=32 bytes» с «тестовым» набором параметров.
Так как длина сообщения равна 256 битам, то нет необходимости дописывать нули.
В шестнадцатеричном виде данное сообщение представляется последовательностью байт
```
54 68 69 73 20 69 73 20 6D 65 73 73 61 67 65 2C 20 6C 65 6E 67 74 68 3D 33 32 20 62 79 74 65 73
```

Эта последовательность рассматривается как Little-endian 256-битное число
```
 M = 0x73657479622032333D6874676E656C202C6567617373656D2073692073696854
```

Вычисляем {\displaystyle H_{2}=f(H_{1},M)}:
- Генерация ключей

```
K
1
=0x733D2C20 65686573 74746769 79676120 626E7373 20657369 326C6568 33206D54
K
2
=0x110C733D 0D166568 130E7474 06417967 1D00626E 161A2065 090D326C 4D393320
K
3
=0x80B111F3 730DF216 850013F1 C7E1F941 620C1DFF 3ABAE91A 3FA109F2 F513B239
K
4
=0xA0E2804E FF1B73F2 ECE27A00 E7B8C7E1 EE1D620C AC0CC5BA A804C05E A18B0AEC
```

- Шифрующее преобразование

```
S
1
=0x42ABBCCE 32BC0B1B
S
2
=0x5203EBC8 5D9BCFFD
S
3
=0x8D345899 00FF0E28
S
4
=0xE7860419 0D2A562D
S =0xE7860419 0D2A562D 8D345899 00FF0E28 5203EBC8 5D9BCFFD 42ABBCCE 32BC0B1B
```

- Перемешивающее преобразование

```
H
2
=0xCF9A8C65 505967A4 68A03B8C 42DE7624 D99C4124 883DA687 561C7DE3 3315C034
```

Вычисляем {\displaystyle H_{3}=f(H_{2},L)}:
```
L = 0x00000000 00000000 00000000 00000000 00000000 00000000 00000000 00000100
```

- Генерация ключей

```
K
1
=0xCF68D956 9AA09C1C 8C3B417D 658C24E3 50428833 59DE3D15 6776A6C1 A4248734
K
2
=0x8FCF68D9 809AA09C 3C8C3B41 C7658C24 BB504288 2859DE3D 666676A6 B3A42487
K
3
=0x4E70CF97 3C8065A0 853C8CC4 57389A8C CABB50BD E3D7A6DE D1996788 5CB35B24
K
4
=0x584E70CF C53C8065 48853C8C 1657389A EDCABB50 78E3D7A6 EED19867 7F5CB35B
```

- Шифрующее преобразование

```
S =0x66B70F5E F163F461 468A9528 61D60593 E5EC8A37 3FD42279 3CD1602D DD783E86
```

- Перемешивающее преобразование

```
H
3
=0x2B6EC233 C7BC89E4 2ABC2692 5FEA7285 DD3848D1 C6AC997A 24F74E2B 09A3AEF7
```

Вычисляем {\displaystyle H_{4}=f(H_{3},\Sigma \ )}:
```

  

    

      

        
Σ

        
 

      

    

    
{\displaystyle \Sigma \ }

  

 = 0x73657479622032333D6874676E656C202C6567617373656D2073692073696854
```

- Генерация ключей

```
K
1
=0x5817F104 0BD45D84 B6522F27 4AF5B00B A531B57A 9C8FDFCA BB1EFCC6 D7A517A3
K
2
=0xE82759E0 C278D95E 15CC523C FC72EBB6 D2C73DA8 19A6CAC9 3E8440F5 C0DDB66A
K
3
=0x77483AD9 F7C29CAA EB06D1D7 641BCAD3 FBC3DAA0 7CB555F0 D4968080 0A9E56BC
K
4
=0xA1157965 2D9FBC9C 088C7CC2 46FB3DD2 7681ADCB FA4ACA06 53EFF7D7 C0748708
```

- Шифрующее преобразование

```
S =0x2AEBFA76 A85FB57D 6F164DE9 2951A581 C31E7435 4930FD05 1F8A4942 550A582D
```

- Применяя перемешивающее преобразование, получаем результат хеширования:

```
H
4
=0xFAFF37A6 15A81669 1CFF3EF8 B68CA247 E09525F3 9F811983 2EB81975 D366C4B1
```

Данное Little-endian число в машинной памяти представляется строкой байт:
```
B1 C4 66 D3 75 19 B8 2E 83 19 81 9F F3 25 95 E0 47 A2 8C B6 F8 3E FF 1C 69 16 A8 15 A6 37 FF FA
```

В записи «младшие байты первыми» имеем
```
ГОСТ("This is message, length=32 bytes") = B1C466D37519B82E8319819FF32595E047A28CB6F83EFF1C6916A815A637FFFA
```

### Второй пример из стандарта
В Big-endian представлении
```
M = 0x7365747962203035203D206874676E656C20736168206567617373656D206C616E696769726F206568742065736F70707553
H = 0x0852F5623B89DD57AEB4781FE54DF14EEAFBC1350613763A0D770AA657BA1A47
```

Этот же пример в Little-endian
```
ГОСТ("Suppose the original message has length = 50 bytes") = 471ABA57A60A770D3A76130635C1FBEA4EF14DE51F78B4AE57DD893B62F55208
```

### Другие примеры
Примеры в этом разделе приведены в little-endian представлении, используемом программами mhash, RHash, ReHash.

### ГОСТ хеш с «тестовым» набором параметров
```
GOST ("") = CE85B99CC46752FFFEE35CAB9A7B0278ABB4C2D2055CFF685AF4912C49490F8D
GOST ("a") = D42C539E367C66E9C88A801F6649349C21871B4344C6A573F849FDCE62F314DD
GOST ("abc") = F3134348C44FB1B2A277729E2285EBB5CB5E0F29C975BC753B70497C06A4D51D
GOST ("message digest") = AD4434ECB18F2C99B60CBE59EC3D2469582B65273F48DE72DB2FDE16A4889A4D
GOST (128 символов "U") = 53A3A3ED25180CEF0C1D85A074273E551C25660A87062A52D926A9E8FE5733A4
GOST (1000000 символов "a") = 5C00CCC2734CDD3332D3D4749576E3C1A7DBAF0E7EA74E9FA602413C90A129FA
```

Малейшее изменение сообщения в подавляющем большинстве случаев приводит к совершенно другому хешу вследствие лавинного эффекта. К примеру, при изменении в следующей фразе dog на cog получится:
```
GOST("
The quick brown fox jumps over the lazy dog
") =
 77B7FA410C9AC58A25F49BCA7D0468C9296529315EACA76BD1A10F376D1F4294
```

```
GOST("The quick brown fox jumps over the lazy cog") =
 A3EBC4DAAAB78B0BE131DAB5737A7F67E602670D543521319150D2E14EEEC445
```

### Набор параметров CryptoPro
```
GOST("") = 981E5F3CA30C841487830F84FB433E13AC1101569B9C13584AC483234CD656C0
GOST("a") = E74C52DD282183BF37AF0079C9F78055715A103F17E3133CEFF1AACF2F403011
GOST("abc") = B285056DBF18D7392D7677369524DD14747459ED8143997E163B2986F92FD42C
GOST("message digest") = BC6041DD2AA401EBFA6E9886734174FEBDB4729AA972D60F549AC39B29721BA0
GOST("The quick brown fox jumps over the lazy dog") =
  9004294A361A508C586FE53D1F1B02746765E71B765472786E4770D565830A76
GOST("This is message, length=32 bytes") =
  2CEFC2F7B7BDC514E18EA57FA74FF357E7FA17D652C75F69CB1BE7893EDE48EB
GOST("Suppose the original message has length = 50 bytes") =
  C3730C5CBCCACF915AC292676F21E8BD4EF75331D9405E5F1A61DC3130A65011
GOST(128 символов "U") = 1C4AC7614691BBF427FA2316216BE8F10D92EDFD37CD1027514C1008F649C4E8
GOST(1000000 символов "a") = 8693287AA62F9478F7CB312EC0866B6C4E4A0F11160441E8F4FFCD2715DD554F
```

## Оценка криптостойкости
В 2008 году командой экспертов из Австрии и Польши была обнаружена техническая уязвимость,
сокращающая поиск коллизий в 223
раз.
Количество операций, необходимое для нахождения коллизии, таким образом, составляет 2105,
что, однако, на данный момент практически не реализуемо. Проведение коллизионной атаки на практике имеет смысл только в случае цифровой подписи документов, причём, если взломщик может изменять неподписанный оригинал.

## Использование
Функция используется при реализации систем цифровой подписи на базе асимметричного криптоалгоритма по стандарту ГОСТ Р 34.10-2001.
Сообщество российских разработчиков СКЗИ согласовало используемые в Интернет параметры ГОСТ Р 34.11-94, см. RFC 4357.
- Использование в сертификатах открытых ключей.[13]
- Использование для защиты сообщений в S/MIME (Cryptographic Message Syntax, PKCS#7).[14]
- Использование для защиты соединений в TLS (SSL, HTTPS, WEB).[15]
- Использование для защиты сообщений в XML Signature (XML Encryption).[16]
- Защита целостности Интернет адресов и имён (DNSSEC).[17]